# Dragoman (Bulgarien)
Dragoman (bulgarisch Драгоман) ist eine Stadt im Westen Bulgariens. Die Stadt ist das administrative Zentrum der gleichnamigen Gemeinde in der Oblast Sofia.

## Lage
Dragoman liegt westlich der Sofiaebene an der Europastraße 80, ca. 40 km nordwestlich der bulgarischen Hauptstadt Sofia. Unmittelbar nördlich der Stadt befinden sich die Ausläufer des Tschepan-Gebirges, das zum südwestlichen Teil des Balkangebirges gezählt wird, und der Dragoman-See. In der Nähe befinden sich die Städte Sliwniza, Godetsch und Tran.

## Geschichte
Bereits in der Antike verlief durch Stadt die wichtige römische Straße Via Militaris (auch Via Diagonalis genannt). Im 8. Jahrhundert geriet die Region unter bulgarische Herrschaft. Im 11. Jahrhundert wurde die Region Grenzgebiet zwischen den Bulgaren und Serben mit wechselnder Herrschaft, um im 14. Jahrhundert osmanisch zu werden. Nach der Befreiung Bulgariens 1878 wurde die Stadt Teil des Fürstentums Bulgarien. Während des Serbisch-Bulgarischen Krieges von 1885/86 wurde die Stadt von serbischen Truppen besetzt. Nach der entscheidenden Schlacht bei Sliwniza wurde die Stadt am 10. November 1885 zurückerobert. Die Stadt ist seit 2010 Namensgeber für den Dragoman-Gletscher auf Smith Island in der Antarktis.

## Gemeindegliederung
Die Gemeinde Dragoman teilt sich wie folgt auf:
| - Berende - Berende iswor - Wasilowzi - Wischan - Wladislawzi - Gaber - Golemo Malowo - Gorno Seloa - Gralska padina - Dolna Newlja - Dolno Nowo selo - Dragoil - Dreatin - Jalbotina - Kalotina - Kambelewzi - Kruscha | - Letniza - Lipinzi - Malo Malowo - Natschewo - Nedelischte - Nesla - Nowo Bardo - Prekraste - Rajanowzi - Taban - Zazaporowzi - Zraklewzi - Tschekanez - Tscheparlinzi - Tschorul - Tschukoweser |